# Cucumis metuliferus
O pepino-africano (Cucumis metuliferus), também conhecido como kiwano, kino (Brasil) ou ainda chifrudo, é um fruto comestível oriundo do deserto de Calaári, na África.

## Descrição
A sua forma assemelha-se a um pequeno melão oval, com espinhos grossos. Quando se encontra maduro, a casca possui uma cor alaranjada. A polpa, ligeiramente pegajosa, é verde, com laivos de amarelo, contendo sementes de tonalidade branca, semelhantes às de um pepino. Quando é colhido verde, amadurecendo separado da planta, possui um sabor semelhante a uma mistura de pepino e quiuí.
Quando é colhido maduro, possui um sabor semelhante ao da banana. A sua estrutura assemelha-se de certa forma à do maracujá e à da romã. O seu comprimento situa-se entre os 10 e os 15 centímetros, quando completamente desenvolvido, variando o seu diâmetro entre os 8 e os 10 centímetros.

## Produção
É cultivado principalmente no sul e no centro do continente africano e também nos Estados Unidos, em Israel, no Quénia, na Nova Zelândia e, mais recentemente, também na Itália, em Portugal e na Alemanha.

## Consumo
O pepino-africano é normalmente consumido como sobremesa. É um fruto de efeito visual atraente, dado o contraste entre a casca laranja com espinhos e o verde translúcido da polpa. É consumido cru, com a ajuda, por exemplo, de uma pequena colher. É possível cortá-lo tanto de forma transversal como longitudinal, dependendo da forma como se pretende apresentar no prato, ou da forma como se pretende consumir. Pode também ser utilizado como xarope para uma salada de fruta.
No estado selvagem, o pepino-africano contém vestígios de cucurbitacinas, que o tornam extremamente amargo. Esses compostos são tóxicos para os mamíferos e podem provocar vómitos, cólicas e diarreias. Porém, os pepinos-africanos cultivados, encontrados no mercado, não contêm cucurbitacinas e não são tóxicos nem amargos.

## Cultura

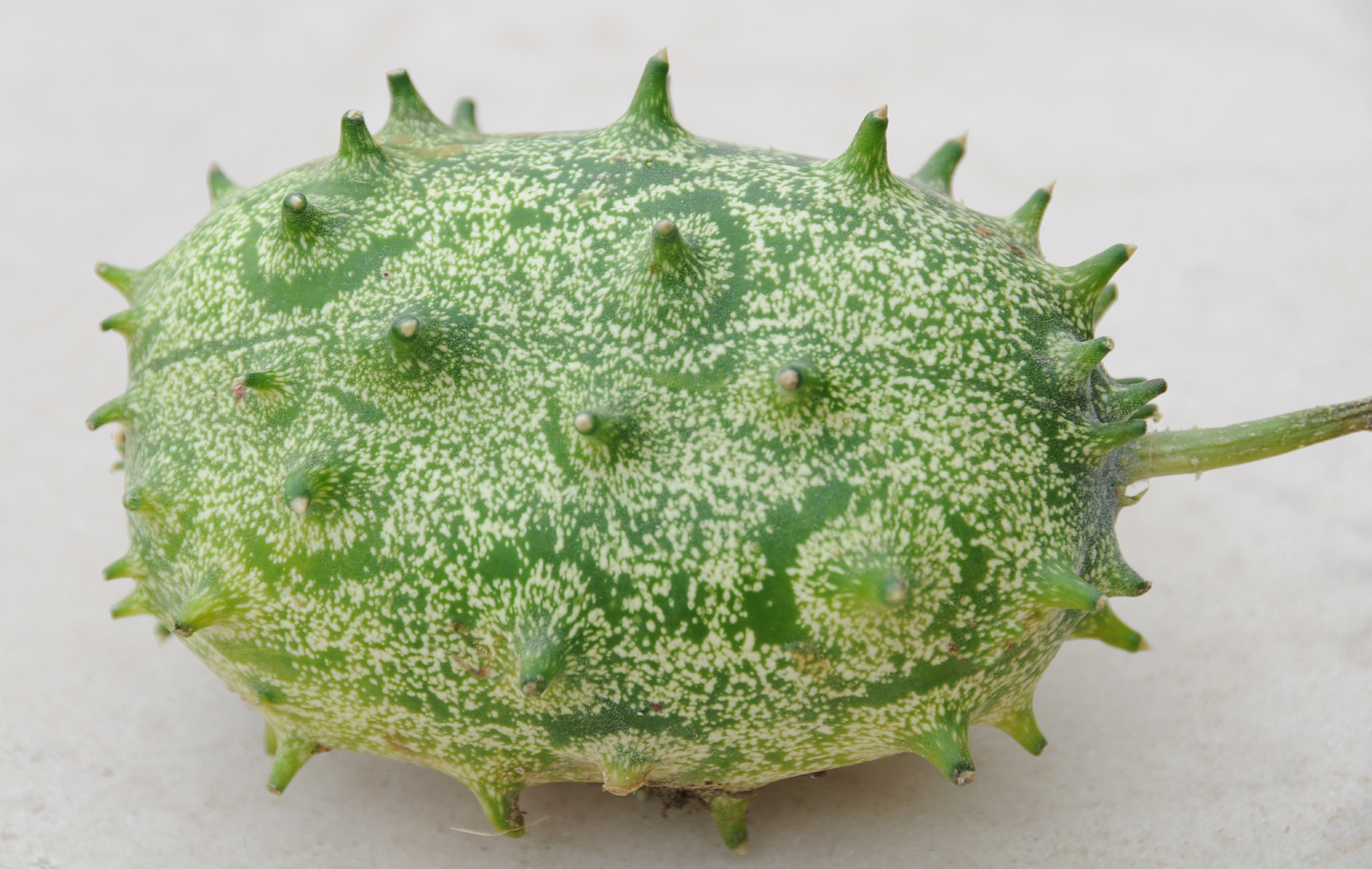
Um chifrudo cultivado em Portugal

As temperaturas óptimas de germinação das sementes de pepino africano situam-se entre os 20 graus Celsius e os 35 graus Celsius. A germinação é atrasada a temperaturas de 12 graus Celsius e impossível a temperaturas inferiores a 12 graus Celsius ou superiores a 35 graus Celsius.

## Conservação
Não deve ser conservado refrigerado, uma vez que se deteriora mais facilmente em ambientes frios.
Dura muito tempo armazenado, mantendo-se em bom estado de consumo durante meses. As temperaturas óptimas para a sua conservação situam-se entre os 20 graus Celsius e os 24 graus Celsius.

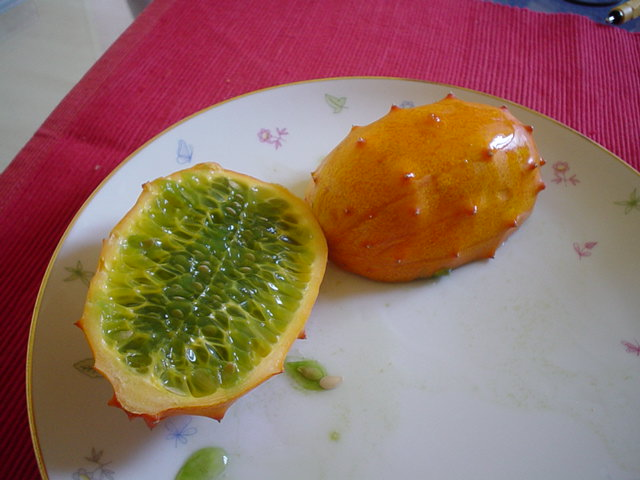
Corte longitudinal.
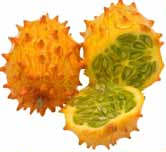
Corte transversal.